# 呉雨霏
呉 雨霏（キャリー・ン、Kary Ng、1986年6月9日 - ）は、香港の歌手、女優。カナダ国際学校卒業。ユニバーサル ミュージック合同会社(Universal Music Hong Kong) 所属。クッキーズ時代は本名の呉家穎で活動していた。

## 人物・略歴
2002年にCookies（香港版モーニング娘。と呼ばれた）のメンバーとなり、その後9人から4人に再編成されたMini Cookiesの活動を経て、2004年に新しいバンドPing Pungを結成。2005年にCookiesが解散。その後はソロで活動している。
2006年1月発売の「With a boy like you」でソロデビュー。2007年6月には「In Control」をリリース。2008年7月には「Lady K: Transformation」をリリース。2008年1月に香港九龍湾国際展貿中心 Star Hallで、自身初となるソロコンサート「Kary Lady K live 08」を行った。また、2008年5月30日にカナダ・トロントで古巨基（レオ・クー）のコンサート「The Magic Moments Concert」にも出演した。

## 音楽作品
Cookies、Mini Cookies所属時代に出された音楽作品はそれぞれの項目を参照のこと。

### Ping Pung
- 2004年8月20日 Love & Hate

### カラオケアルバム
- 2002年10月23日 Holidays - Cookies
- 2003年11月17日 Channel Cookies - Cookies

### ソロ
- 2006年1月26日 With a boy like you
- 2007年6月8日 In Control
- 2008年7月16日 Lady K: Transformation
- 2009年10月16日 Keep Breathing
- 2010年8月6日 合+歡
- 2011年1月28日 Carry On
- 2011年11月15日 我本人
- 2012年7月20日My January
- 2013年11月20日 State of Mind
- 2014年5月26日 Across
- 2015年3月23日 豔羨

### ベストアルバム
- 2008年12月15日 18 Cuts
- 2011年11月21日 Simpler Than Love
- 2012年12月7日 金牌10年精選系列 - 吳雨霏

### コンサートアルバム
- 2008年3月4日 Kary Lady K live 08
- 2008年5月23日 Moov Live 呉雨霏

## コンサート
- Kary Lady K live 08（2008年1月11日、13日と14日）

### その他の楽曲
- 2005年8月19日 凡士達少年、給末日的情書、那年幾多歳？（「サミー&キティ歌劇団－亞卡比槍撃事件 オリジナルサウンドトラック」に収録）
- 2006年5月18日 偏愛（「金牌女兒紅」に収録）
- 2006年8月15日 明知做戯、座右銘、句句我愛你、We're Gonna Rock（「恋愛初歌映画オリジナルサウンドトラック」に収録）
- 2007年 愛你変成恨你、明知做戯（「Love07情歌集 楽壇奨門人」に収録）
- 2007年 飛女正傳（「金牌醇音楽」に収録）
- 2007年4月19日 句句我愛你（「叱你吒新一代」に収録）
- 2008年8月27日 金牌主題曲
- 2008年12月8日 逼得寵物太緊、逼得太緊、愛你変成恨你（「Love Best最愛情歌集」に収録）
- 2008年 愛情遊戯 -「疑情別恋」の主題歌

## 出演作品

### 映画
- 2002年： 九個女仔一隻鬼
- 2003年： 百分百感覚2003
- 2004年： 甜絲絲 - 江可愛 役
- 2005年： ロボッツ（中国語吹き替え版）
- 2005年： 龍咁威2之皇母娘娘呢？ - 空港特警（ゲスト） 役
- 2006年： 春田花花同学会（ゲスト）
- 2006年：恋愛初歌 - Kristy 役
- 2008年： 絶代双嬌 - 徐嬌 役

## 舞台
- 2003年 サミー&キティ歌劇団 - 大衛営
- 2005年 サミー&キティ歌劇団 - 亞卡比槍撃事件